# Nirvana pseudommatos
Nirvana pseudommatos är en insektsart som beskrevs av George Willis Kirkaldy 1900. Nirvana pseudommatos ingår i släktet Nirvana och familjen dvärgstritar. Inga underarter finns listade i Catalogue of Life.